# Caldera di Okataina
La caldera di Okataina (o caldera di Haroharo) è una caldera composta da varie strutture vulcaniche di 16 km × 26 km nella zona vulcanica di Taupo nel distretto di Rotorua nell'Isola del Nord della Nuova Zelanda.
La caldera si è formata nel Pleistocene, fra 300 000 e 50 000 anni fa.  L'attività più recente avvenne attorno all'anno 1314, con una successiva eruzione del monte Tarawera il 10 giugno 1886. Altre eruzioni maggiori sono avvenute negli ultimi diecimila anni.
Già nota come destinazione turistica, le famose terrazze di Bianche e Rosa (Pink and White Terraces) furono completamente distrutte dall'eruzione del 1886. Nel villaggio di Te Wairoa si possono visitare le rovine delle capanne e un museo all'eruzione.
L'attività vulcanica della caldera ha anche creato le catene montuose Haroharo e Tarawera.
Numerosi laghi si sono formati su ex strutture vulcaniche nella zona della caldera. I più significativi sono il lago Tarawera, il lago Okataina e la parte orientale del lago Rotoiti. Non lontano si trovano i laghi vulcanici Rotorua e Rotoma, che appartengono però a caldere distinte.